# 516 هـ
516 هـ هي سنة في التقويم الهجري امتدت مقابلةً في التقويم الميلادي بين سنتي 1122 و1123.

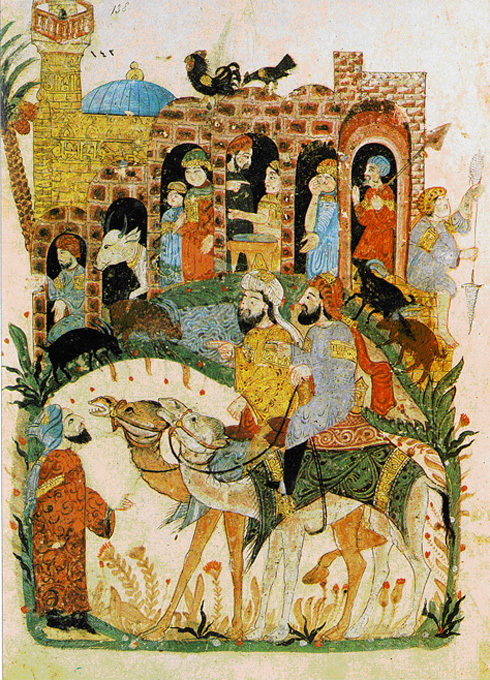
محمد الحريري

## مواليد
- ابن طبرزد

## وفيات
- البغوي
- محمد الحريري